# Кольская АЭС-2
Кольская АЭС-2 (КАЭС-2) — планирующаяся атомная электростанция в России, и вторая в Мурманской области.
Строительство АЭС включено в Генеральную схему размещения объектов электроэнергетики до 2042 года, которая была одобрена в конце 2024 года. Станция планируется к постройке в 2027—2037 годах компанией Росатом вблизи города Полярные Зори, недалеко от существующей Кольской АЭС. На первом этапе планируется построить 2 реактора ВВЭР-С/600 мощностью по 600 МВт. На втором — ещё 2 реактора.

## История
В 1992 году вместо строительства отдельной электростанции планировалось на Кольской АЭС построить ещё 3 реактора, которые должны были быть возведены в 2001—2010 годах. Это бы увеличило мощность станции до 3650 МВт.
В 1997 году было решено на новой АЭС (расположенной в 8 км от существующей) использовать 3 реактора ВВЭР-640. Однако из-за нехватки средств график строительства не был определён.
3 марта 1999 года министр по атомной энергетике России Евгений Адамов назвал строительство новых реакторов на данном этапе нецелесообразным, а инвестиции предложил направить на модернизацию действующих реакторов Кольской АЭС.

## Информация об энергоблоках
| Энергоблок      | Тип реакторов | Мощность | Мощность | Начало строительства | Подключение к сети | Ввод в эксплуатацию | Закрытие |
| Энергоблок      | Тип реакторов | Чистый   | Брутто   | Начало строительства | Подключение к сети | Ввод в эксплуатацию | Закрытие |
| --------------- | ------------- | -------- | -------- | -------------------- | ------------------ | ------------------- | -------- |
| Кола-2-1 (план) | ВВЭР-С/600    | 570 МВт  | 600 МВт  |                      |                    | 2035 (по планам)    |          |
| Кола-2-2 (план) | ВВЭР-С/600    | 570 МВт  | 600 МВт  |                      |                    | 2037 (по планам)    |          |
| Кола-2-3 (план) | ВВЭР-С/600    | 570 МВт  | 600 МВт  |                      |                    | 2040 (по планам)    |          |